# Pseudomyrmex curacaensis
Pseudomyrmex curacaensis är en myrart som först beskrevs av Auguste-Henri Forel 1912.  Pseudomyrmex curacaensis ingår i släktet Pseudomyrmex och familjen myror. Inga underarter finns listade i Catalogue of Life.

## Bildgalleri

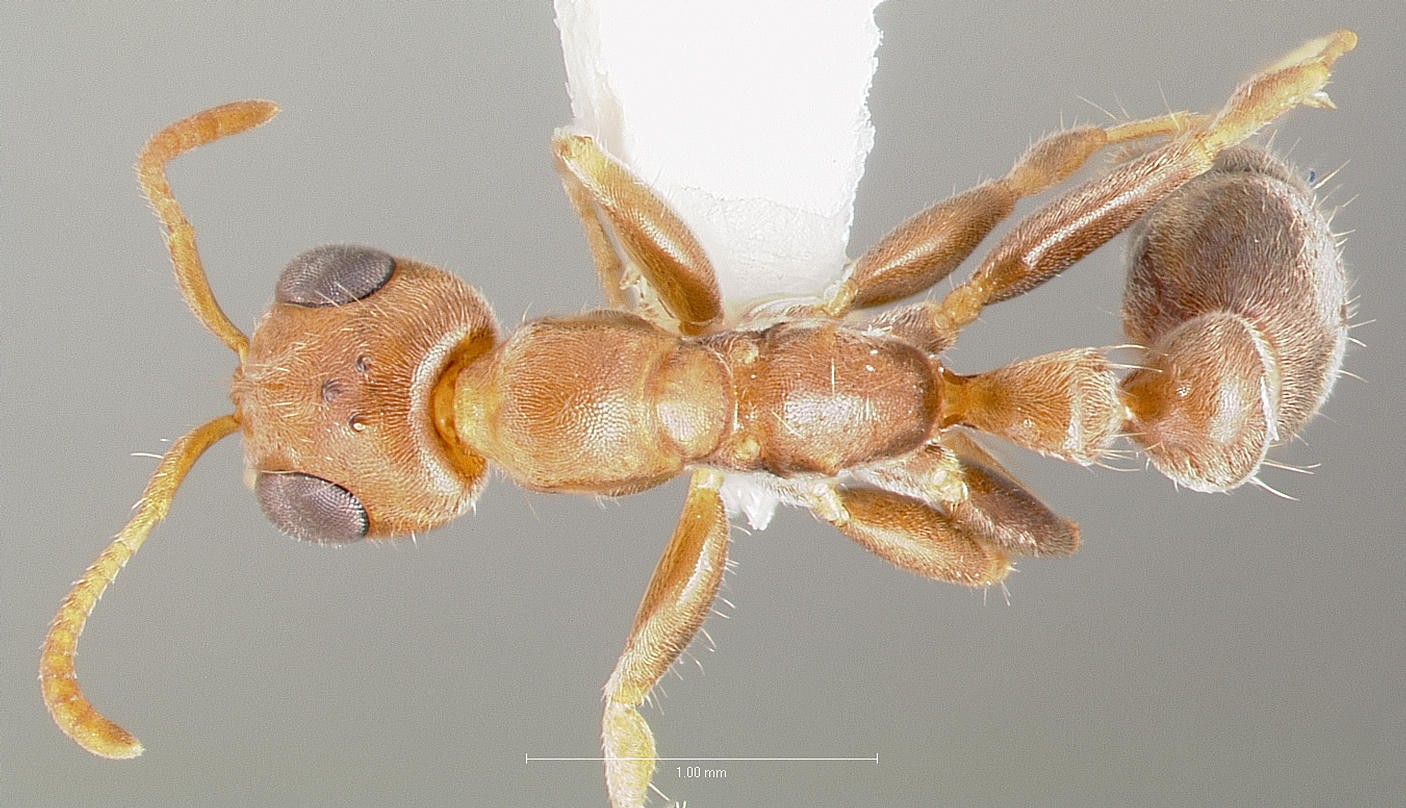
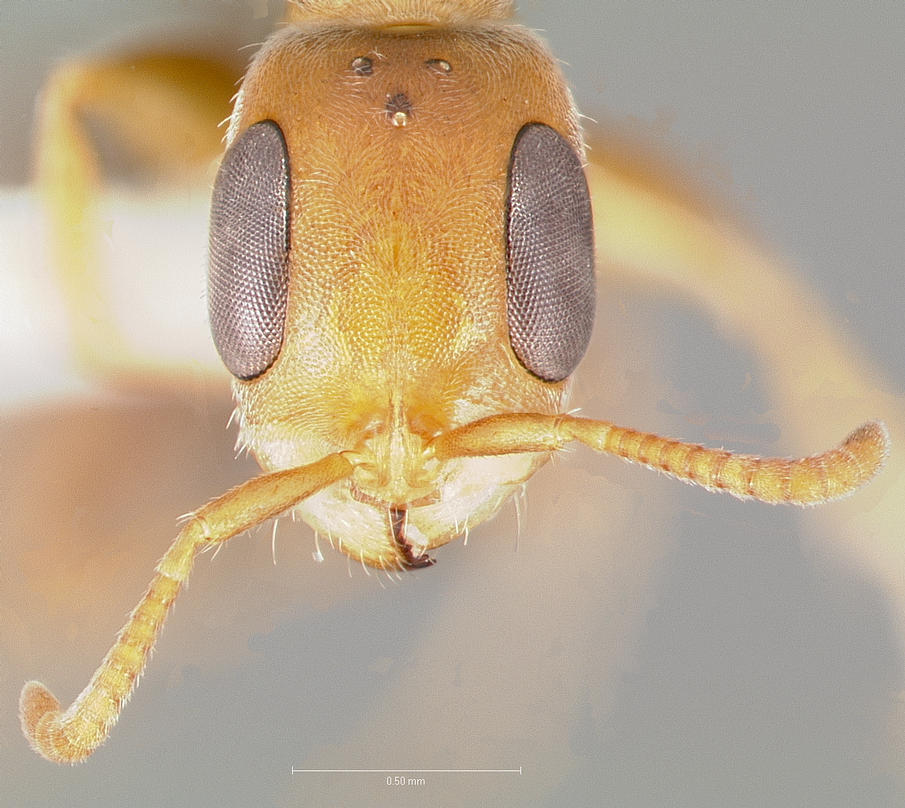
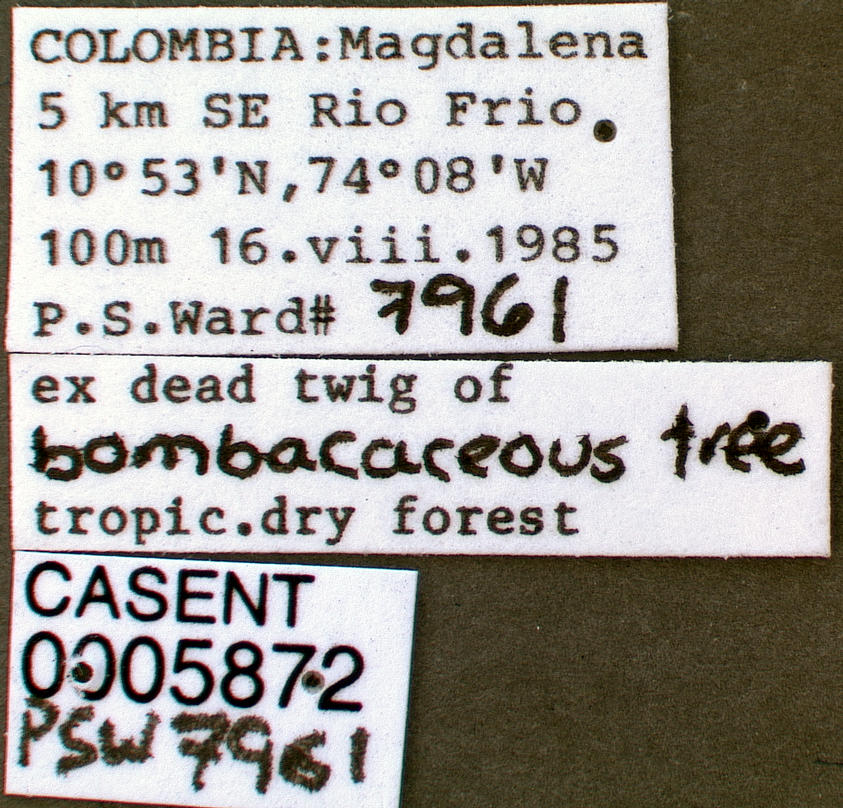
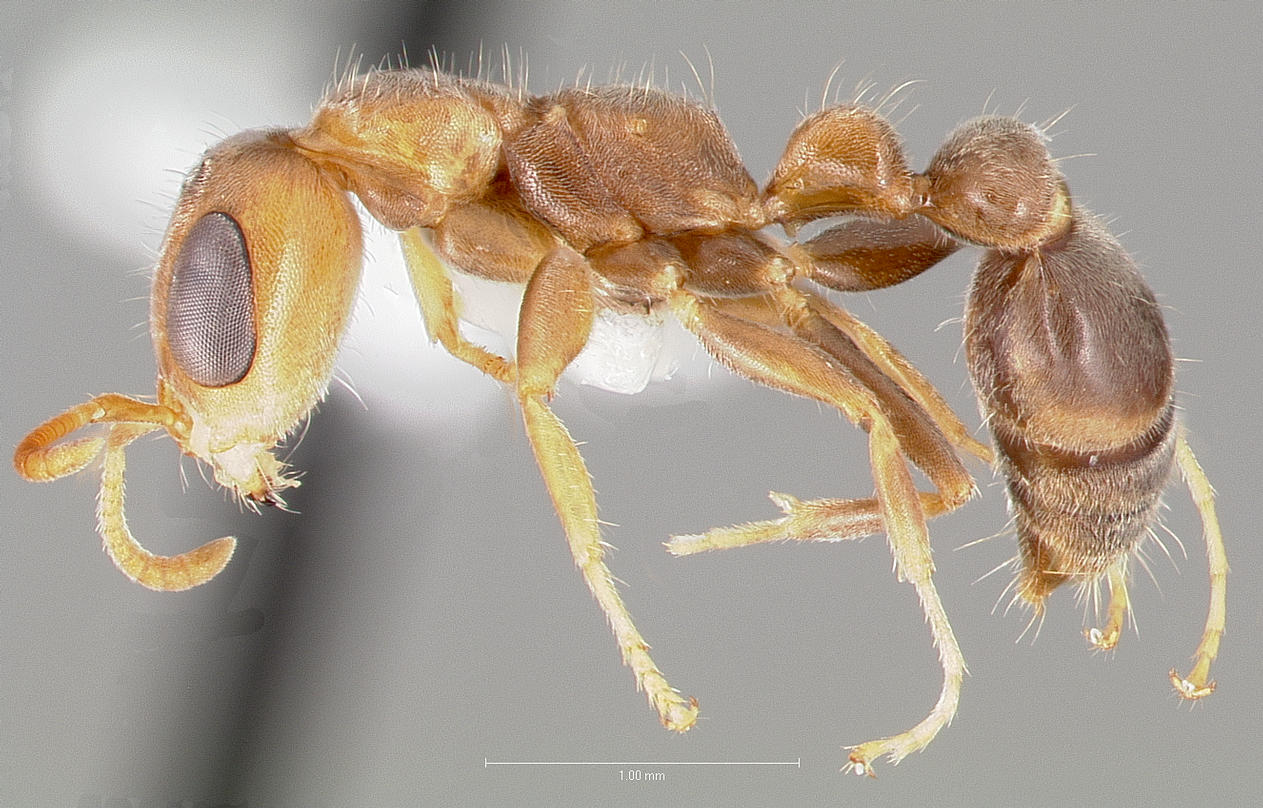